# Ennomosia
Ennomosia és un gènere d'arnes de la família Crambidae.

## Taxonomia
- Ennomosia atribasalis (Hampson, 1918)
- Ennomosia basalis (Hampson, 1897)
- Ennomosia geometridalis Amsel, 1956